# Estela de San Vicente de Toranzo

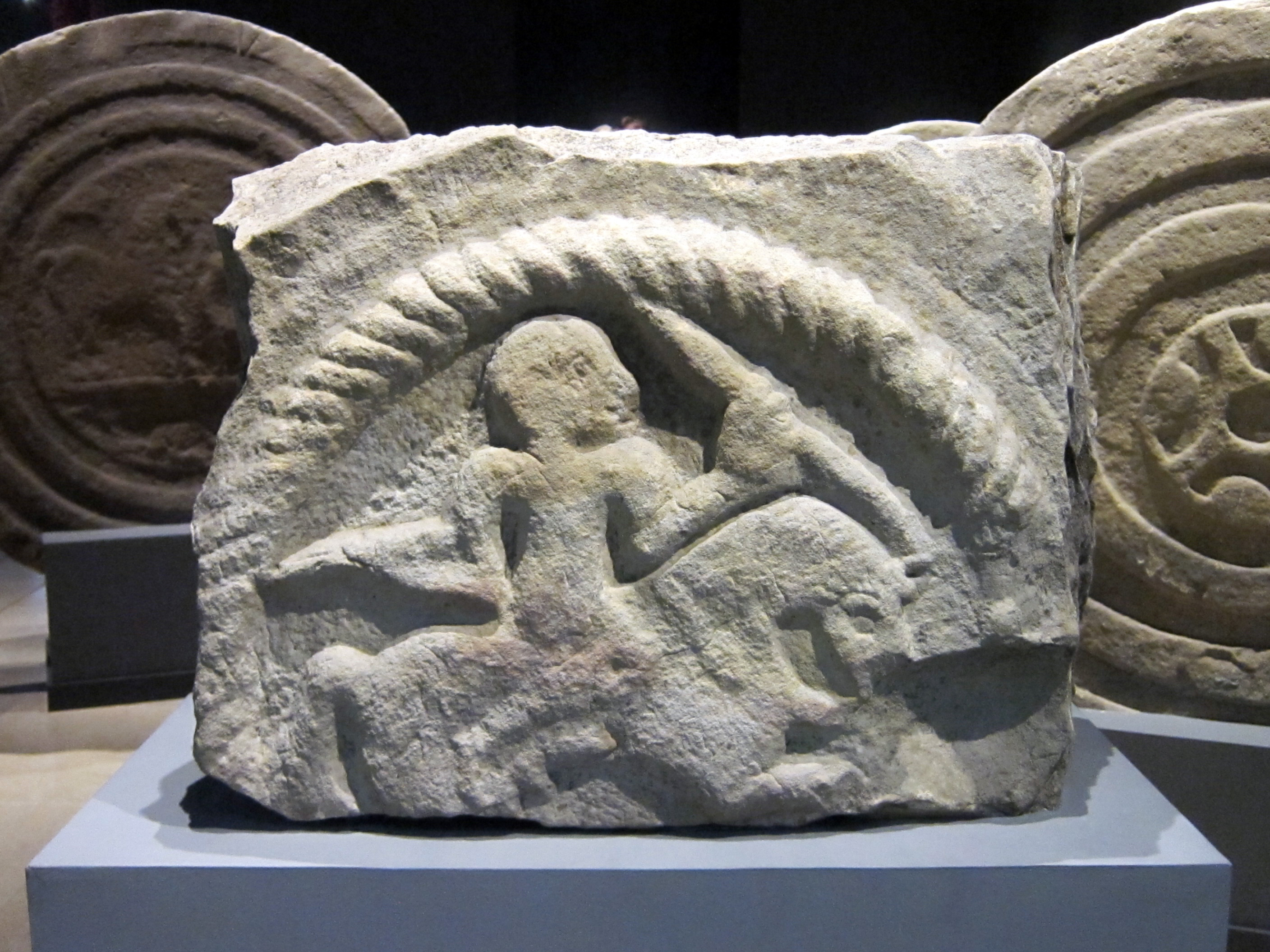
Anverso de la estela de San Vicente de Toranzo.

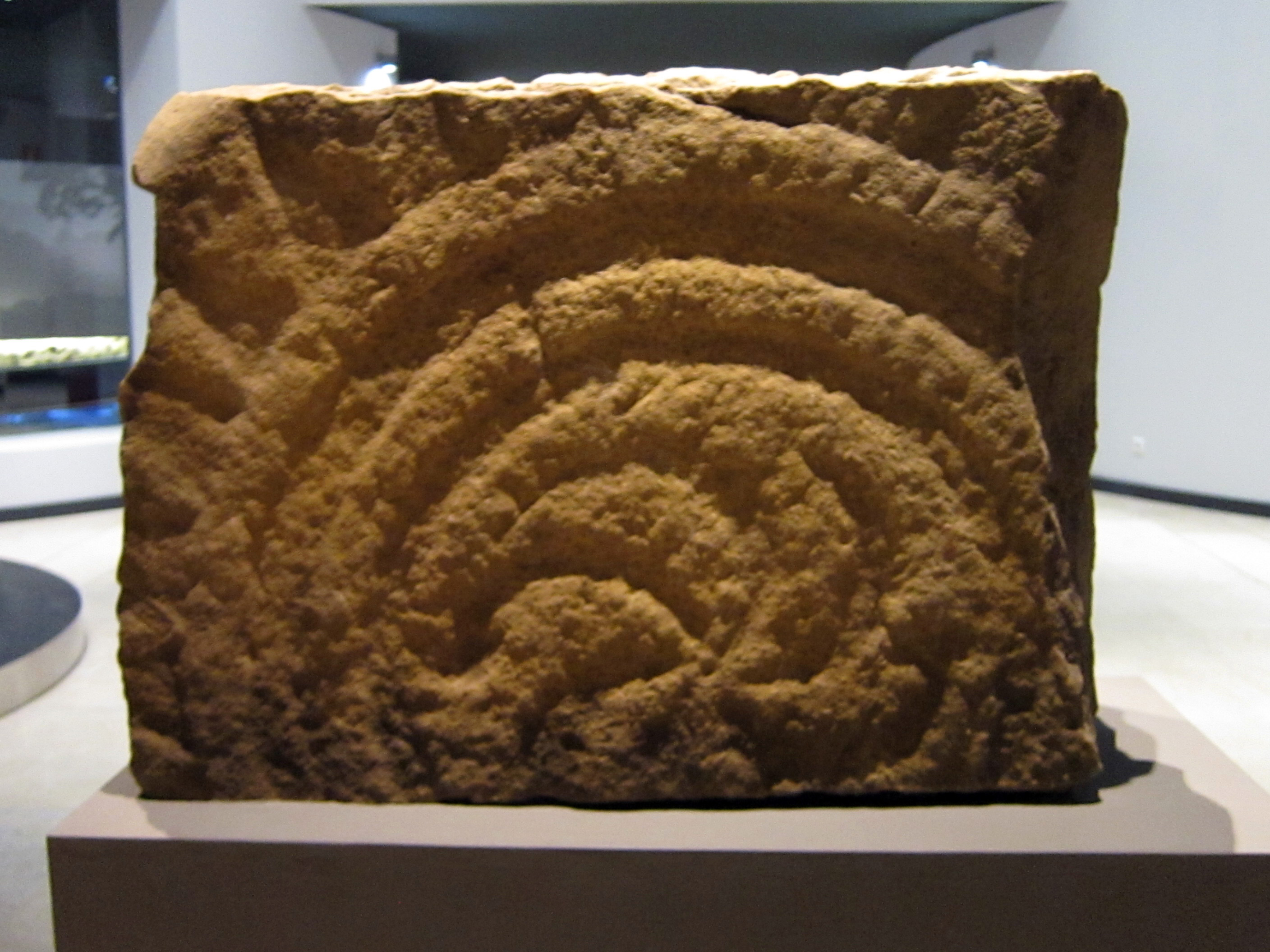
Reverso de la estela de San Vicente de Toranzo.

La estela de San Vicente de Toranzo es una estela cántabra discoidea hallada el 21 de febrero de 1988, por Annibal González de Riancho Mariñas, en el Barrio La Rueda de San Vicente de Toranzo. El hallazgo constaba de dos trozos de la estela, que había sido troceada para rematar los machones de una portilla del lugar. Uno de estos trozos es el que se conserva en el Museo de Arqueología de Cantabria, el otro ha desaparecido. En el fragmento que se halla en el Museo,  se distingue un jinete armado que se relaciona con ritos funerarios por un lado, y decorada por el otro con una esvástica de brazos curvos entre anillos concéntricos. Es parte del fondo del Museo Regional de Prehistoria y Arqueología de Cantabria.

## Bibliografía

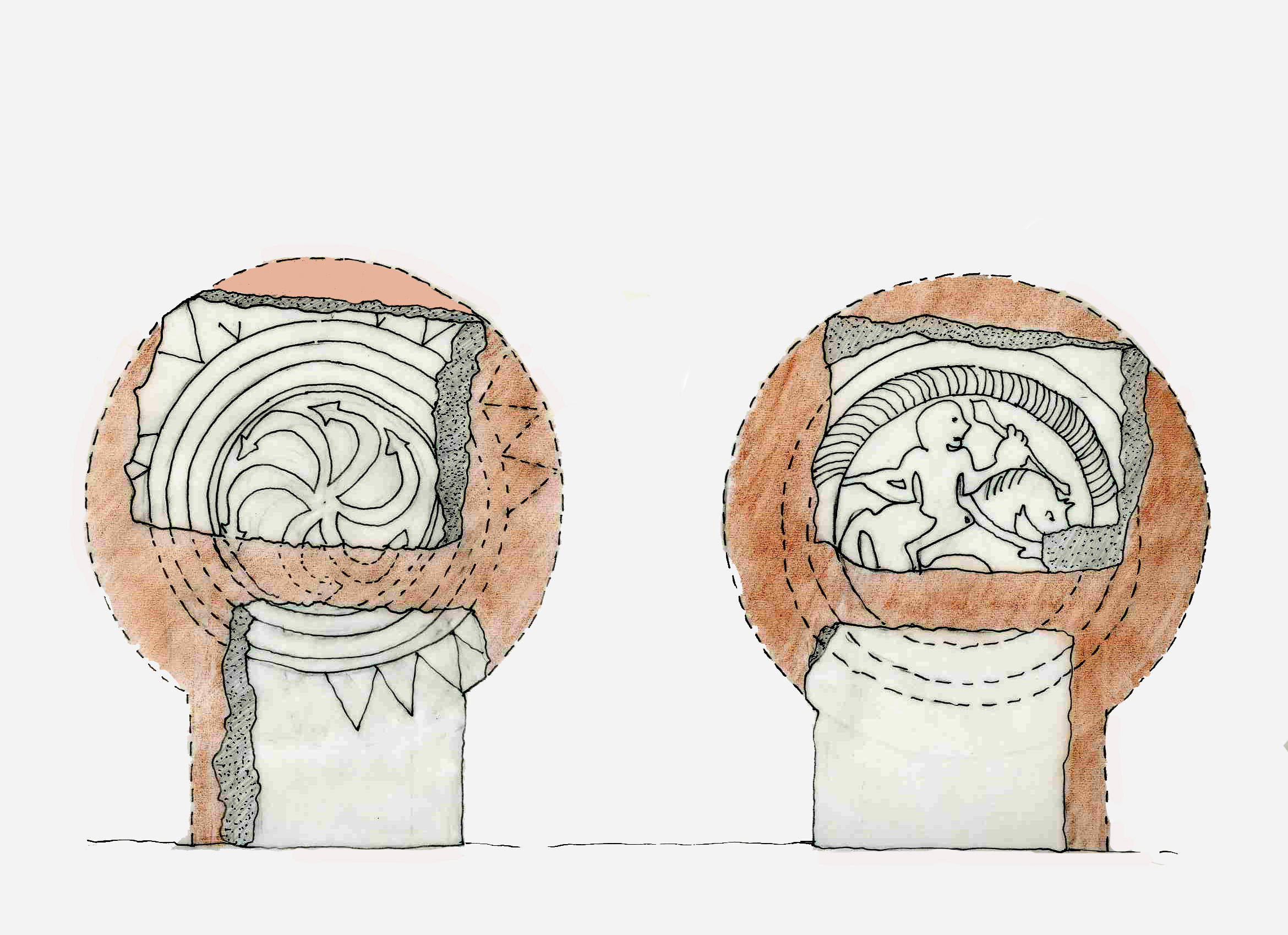
Reconstrucción ideal, según Annibal G de Riancho, de la estela de San Vicente de Toranzo